# BEI K3
Le BEI K3 (anciennement Red Bull K3) est une course verticale disputée sur l'ascension du Rochemelon depuis Suse présentant un dénivelé de 3 030 m sur 9,7 km. Ces caractéristiques rendent cette course unique, souvent nommée le « triple kilomètre vertical », elle est prisée par les spécialistes internationaux du kilomètre vertical.
En 2019, la société Red Bull annonce qu'elle ne renouvelle plus le sponsoring de l'événement. C'est le groupe industriel BEI Srl qui reprend le sponsoring. La course est renommée BEI K3 en conséquence.

## Histoire
L'édition 2020 est annulée en raison de la pandémie de Covid-19[réf. nécessaire].

## Résultats
| Édition | Date            | Hommes                                  | Hommes                                  | Hommes                                  | Femmes                                  | Femmes                                  | Femmes                                  |
| ------- | --------------- | --------------------------------------- | --------------------------------------- | --------------------------------------- | --------------------------------------- | --------------------------------------- | --------------------------------------- |
|         |                 | Rang                                    | Athlète                                 | Temps                                   | Rang                                    | Athlète                                 | Temps                                   |
| 1re     | 2 août 2014     | 1er                                     | Marco Moletto                           | 2 h 06 min 30 s                         | 13e                                     | Laura Orgué                             | 2 h 22 min 38 s                         |
| 2e      | 8 août 2015     | 1er                                     | Rémi Bonnet                             | 2 h 01 min 57 s                         | 17e                                     | Laura Orgué                             | 2 h 31 min 45 s                         |
| 3e      | 30 juillet 2016 | 1er                                     | Marco Moletto Philip Götsch             | 2 h 08 min 29 s                         | 28e                                     | Vanesa Ortega                           | 2 h 37 min 02 s                         |
| 4e      | 29 juillet 2017 | 1er                                     | Martin Anthamatten                      | 1 h 58 min 53 s                         | 30e                                     | Camilla Magliano                        | 2 h 29 min 36 s                         |
| 5e      | 28 juillet 2018 | 1er                                     | Martin Anthamatten                      | 2 h 06 min 13 s                         | 12e                                     | Victoria Kreuzer                        | 2 h 24 min 03 s                         |
| 6e      | 27 juillet 2019 | 1er                                     | Martin Anthamatten                      | 2 h 03 min 58 s                         |                                         | Victoria Kreuzer                        | 2 h 27 min 55 s                         |
| -       | 2020            | Course annulée en raison du coronavirus | Course annulée en raison du coronavirus | Course annulée en raison du coronavirus | Course annulée en raison du coronavirus | Course annulée en raison du coronavirus | Course annulée en raison du coronavirus |

 Record de l'épreuve

## Records
L'ascension la plus rapide est réalisée en 2017 par le skieur-alpiniste et athlète Suisse Martin Anthamatten. La meilleure performance féminine est détenue depuis 2014 par la fondeuse et athlète Espagnole Laura Orgué.
| Rang | Date | Athlète            | Temps           |
| ---- | ---- | ------------------ | --------------- |
| 1er  | 2017 | Martin Anthamatten | 1 h 58 min 53 s |
| 2e   | 2017 | Rémi Bonnet        | 2 h 00 min 30 s |
| 3e   | 2015 | Rémi Bonnet        | 2 h 01 min 57 s |
| 4e   | 2019 | Martin Anthamatten | 2 h 03 min 58 s |
| 5e   | 2019 | Roberto Delorenzi  | 2 h 04 min 37 s |
| 6e   | 2017 | Nadir Maguet       | 2 h 05 min 24 s |
| 7e   | 2018 | Martin Anthamatten | 2 h 06 min 13 s |
| 8e   | 2014 | Marco Moletto      | 2 h 06 min 30 s |
| 9e   | 2014 | Daniel Osanz       | 2 h 07 min 08 s |
| 10e  | 2014 | Ferran Teixido     | 2 h 07 min 18 s |

| Rang | Date | Athlète             | Temps           |
| ---- | ---- | ------------------- | --------------- |
| 1er  | 2014 | Laura Orgué         | 2 h 22 min 38 s |
| 2e   | 2018 | Victoria Kreuzer    | 2 h 24 min 03 s |
| 3e   | 2019 | Victoria Kreuzer    | 2 h 27 min 55 s |
| 4e   | 2017 | Camilla Magliano    | 2 h 29 min 36 s |
| 5e   | 2014 | Stevie Kremer       | 2 h 29 min 44 s |
| 6e   | 2017 | Victoria Kreuzer    | 2 h 31 min 38 s |
| 7e   | 2015 | Laura Orgué         | 2 h 31 min 45 s |
| 8e   | 2017 | Maite Maiora        | 2 h 33 min 03 s |
| 9e   | 2018 | Axelle Mollaret     | 2 h 33 min 42 s |
| 10e  | 2015 | Raffaella Miravalle | 2 h 34 min 47 s |